# Chlewiska (powiat Szydłowiecki)
Chlewiska is een dorp in het Poolse woiwodschap Mazovië, in het district Szydłowiecki. De plaats maakt deel uit van de gemeente Chlewiska en telt 1100 inwoners.

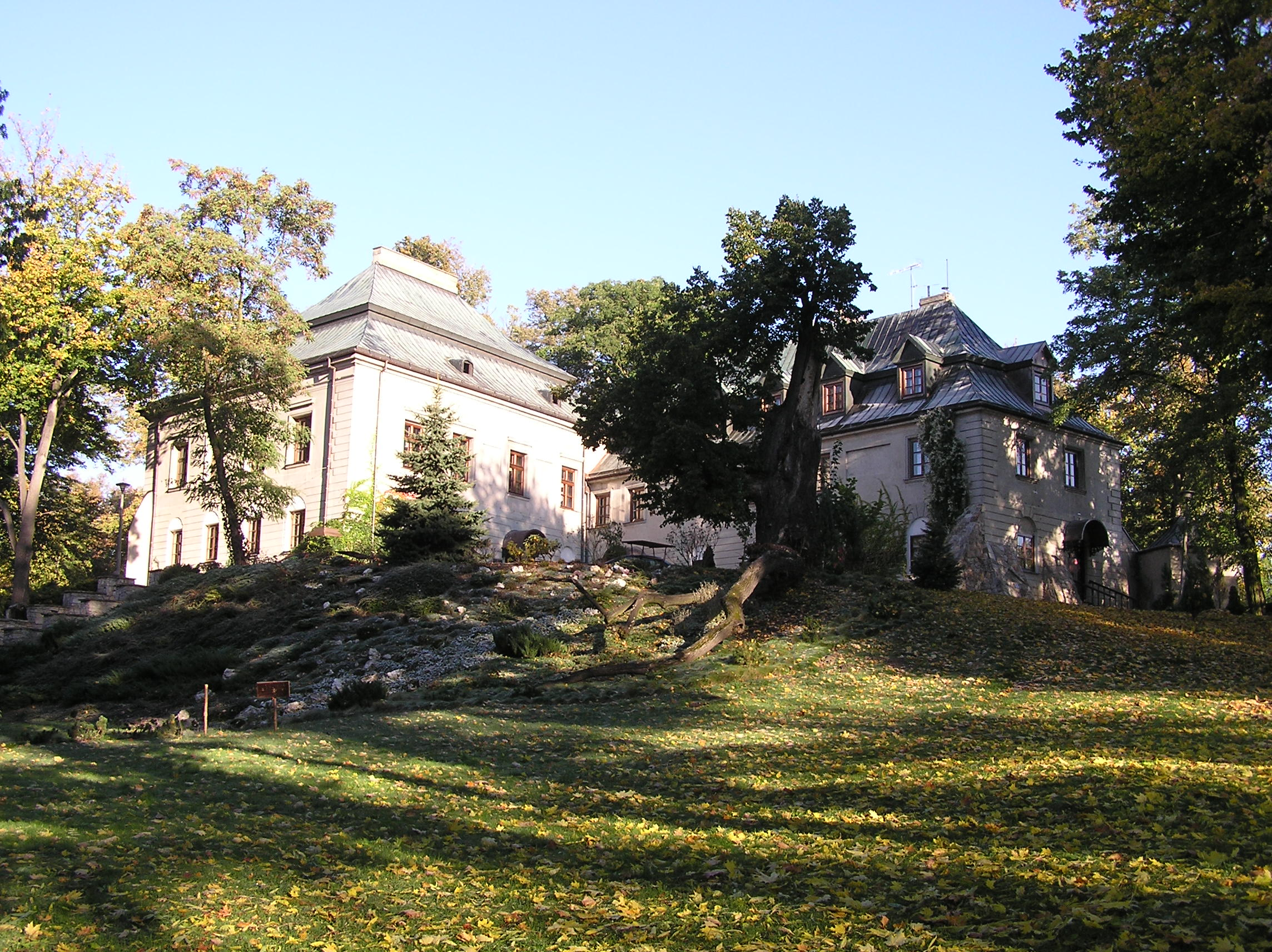
Chlewiska